# Jordyn Huitema
Jordyn Pamela Huitema (Chilliwack, Brit Columbia, 2001. május 8. –) olimpiai bajnok kanadai labdarúgócsatár. Az Amerikai Egyesült Államokbeli Reign FC játékosa.

## Fiatalkora
Huitema Chilliwackben született Roger és Julie Huitema legkisebb gyermekeként. Négyéves korában látogatta első ízben a helyi labdarúgóklub a Chilliwack FC edzéseit. Tanulmányait a Rosedale Middle School intézményében fejezte be szülővárosában. Két testvére van, Brody a Vancouver Whitecaps neveltjeként több alkalommal pályára lépett az U20-as válogatott felkészülési mérkőzésein. Trent a Humboldt Broncos jégkorongcsapatának játékosa.

## Pályafutása
Huitema 2014. augusztus 7-én a Kajmán-szigeteken megrendezett U15-ös CONCACAF-aranykupán, Puerto Rico ellen lépett első alkalommal kanadai színekben pályára.
A rendezvény döntőjében, Haitival szemben Huitema lőtte be az utolsó tizenegyest a büntetőrúgásokkal végződött mérkőzésen.
A 2016 márciusi U17-es kontinensviadalon Grenadában bronzérmet szerzett, augusztusban pedig Orlandóban az U15-ös tornán 8 találatával a második helyen végzett a góllövőlistán és az Egyesült Államok mögött a második helyen végeztek csapatával.
2017. július 12-én a Négy Nemzet Tornáján Kínában, ugyan vereséget szenvedtek Kínától, Huitema viszont az első kanadai labdarúgó lett, aki mindhárom korosztályos válogatottban gólt szerzett egy évadon belül.
2018-ban öt találatával gólkirálynői címet szerzett az U20-as keret tagjaként  Trinidad és Tobagóban.
A 2018 júliusában első alkalommal megrendezett Nemzetközi Bajnokok Kupáján két mérkőzés erejéig a Paris Saint-Germain csapatában kölcsönben szerepelt, a torna után pedig négy évre kötelezte el magát a francia alakulathoz.
2019. január 24-én jelentette be, hogy profi játékosként folytatja karrierjét. A felnőtt válogatottban 2017. március 8-án mutatkozott be a Spanyolország elleni Algarve-kupa döntő mérkőzésén, ezzel minden idők harmadik legfiatalabb válogatott játékosa lett, a 2017. június 11-i barátságos találkozón Costa Ricával szemben pedig megszerezte első találatát, amivel pedig a második  legfiatalabb válogatott gólszerzőjévé vált.
A 2018-as Algarve-kupán két mérkőzésen szerepelt, míg a 2019-es sorozatban bronzérmet szerzett.

## Sikerei

### Klubcsapatokban
Francia bajnok (1):
- Paris Saint-Germain (1): 2020–2021

Francia bajnoki ezüstérmes (1):
- Paris Saint-Germain (1): 2019–2020

### A válogatottban
- Olimpiai bajnok (1): 2020[14]
- Női CONCACAF-aranykupa ezüstérmes (1): 2018
- U17-es női CONCACAF-aranykupa bronzérmes (2): 2016, 2018
- U15-ös női CONCACAF-aranykupa aranyérmes (1): 2014
- U15-ös női CONCACAF-aranykupa ezüstérmes (1): 2016
- Algarve-kupa bronzérmes (1): 2019[15]